# Palacio de la Bolsa de Oporto
El Palacio de la Bolsa (en portugués, Palácio da Bolsa) es un edificio de estilo neoclásico de la ciudad portuguesa de Oporto.

## Historia
Comenzó a ser construido en 1842 por el arquitecto Joaquim da Costa Lima como sede de la Asociación Comercial de Oporto y se encuentra situado en la Rua Ferreira Borges al lado de la Iglesia de San Francisco (São Francisco), centro histórico de la ciudad que en conjunto a varios monumentos está clasificado por la Unesco como Patrimonio de la Humanidad.
Planeada por Gonçalves de Sousa destaca la amplia y pintoresca Sala Arábiga inspirada en el palacio de la Alhambra de Granada en España, cuya construcción empezó en 1862 donde su rica decoración se ve potenciada por la iluminación, que produce unos preciosos efectos cromáticos, también están el Patio de las Naciones (Patio das Nações) completamente acristalado, la Sala Presidencial (Sala do Presidente), la Biblioteca con más de 10 000 volúmenes, las esculturas de Soares dos Reis y Teixeira Lopes y las pinturas de António Ramalho, Veloso Salgado, António Carneiro y Henrique Medina. Es la sede de la Cámara de Comercio e Industria de Oporto. 
Ha servido de recepción de grandes mandatarios y alberga diferentes eventos y actividades. Es una de las atracciones arquitectónicas más importantes de la ciudad visitada por más de 200.000 turistas al año. Está clasificado como Monumento Nacional.

## Salas
- Galería de los Antiguos Presidentes: espacio con el propósito de homenajear a todos los antiguos presidentes de la institución.
- Biblioteca: no abierta al público, destaca el techo, de António Carneiro, que representa a Eco, mensajero del lenguaje universal.
- Patio de las Naciones (506 m²): la cúpula, de Tomás Soller, es una estructura admirable, flanqueada en todo su contorno por blasones de los 20 países con los que Portugal mantenía relaciones de amistad y de comercio en el siglo XIX.
- Escalera Noble: esta escalera con detalles decorativos en granito notables, de Gustavo Adolfpho Gonçalves y Sousa, las dos imponentes lámparas y la claraboya allí existentes dan a este espacio un carisma propio.
- Sala del Tribunal: destaca en esta sala, de estilo renacentista francés, los 4 enormes vidrios, los paneles con temáticas relativas a la otrora función de la sala y a las actividades económicas de la ciudad y región.
- Sala de los Jurados: aquí se reunían los jurados del antiguo Tribunal del Comercio.
- Sala del Telégrafo: en esta sala se encuentra el antiguo telégrafo de la Asociación Comercial de Oporto, el cual servía para transmitir información sobre las mercancías que entraban en la Barra del Douro.
- Gabinete de Gustave Eiffel: fue en esta sala que Gustave Eiffel diseñó sus trabajos más emblemáticos de Portugal. Esta sala es un tributo a la genialidad de Gustavo Eiffel, el cual dejó su marca en la ciudad de Oporto.
- Sala del Presidente (42 m²): pinturas de 1890 realizadas al óleo por Marques de Oliveira, el magnífico pavimento tallado en maderas exóticas de origen brasileño y africano, y la chimenea en mármol del escultor Teixeira Lopes.
- Sala Dorada: el suelo, el techo en estuco y el mobiliario son dignos de apreciar.
- Sala de las Asambleas Generales ( 153 m²): esta sala con su enorme lustre al centro tiene un detalle muy peculiar: sus paredes, aunque lo parezcan, no son de madera, sino de yeso; este detalle se debe a la gran maestría de sus artífices.
- Sala de los Cuadros: decorada según el estilo Luis XVI, rinde homenaje a los últimos seis reyes de la dinastía de Braganza en agradecimiento a doña María II por la donación, a la Asociación Comercial de Oporto, de las ruinas del extinto convento de San Francisco, sobre el que se construyó el Palacio de la Bolsa.
- Salón Árabe (315 m²): se dice que Gustavo Adolfo Gonçalves de Sousa, arquitecto que construyó esta sala, se había inspirado en el Palacio de Alhambra. El Salón Árabe es la más importante sala de actos oficiales de la ciudad de Oporto.